# Патиньо, Рикардо
Рикардо Армандо Патиньо Арока (исп. Ricardo Patiño; 16 мая 1954, Гуаякиль, Эквадор) — эквадорский политик, государственный деятель, дипломат, экономист.

## Биография
Изучал экономику в Столичном автономном университете (Universidad Autónoma Metropolitana, UAM) в Мехико. Продолжил учёбу в Международном университете Андалусии (Испания). Был экономическим консультантом Эквадорских центральных классовых организаций (1982—1991), парламентским советником (1990—1992), членом-основателем Совета директоров Ассоциации пользователей и потребителей провинции Гуаяс (1990—1992), основателем группы социальных исследований (1999—2000), генеральным координатором исследовательской группы «Стратегия политики занятости для Эквадора»
В 2000—2001 годах работал внештатным консультантом МОТ.

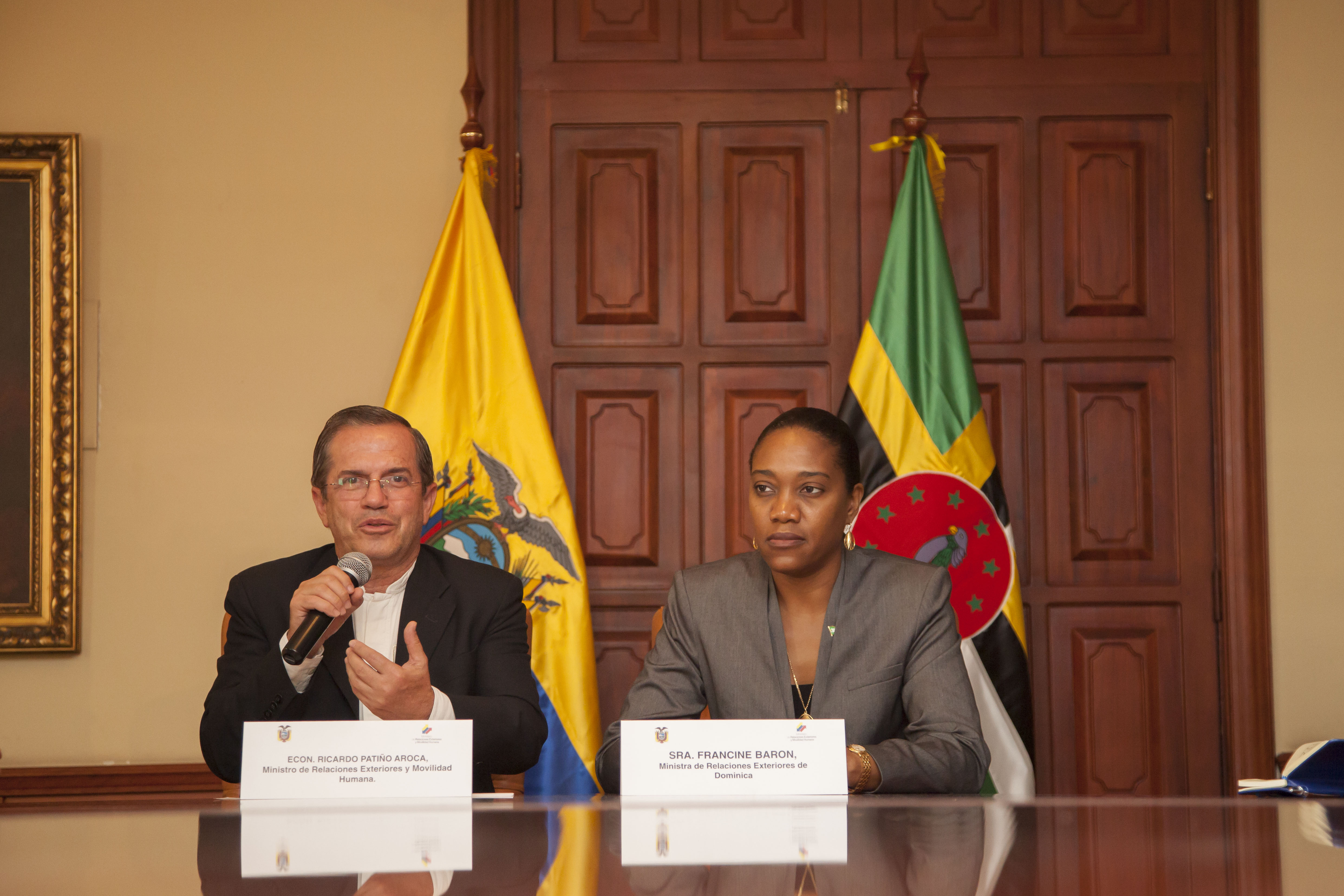
Министр иностранных дел Доминики и по делам Карибского сообщества (CARICOM) Франсин Барон и Министр иностранных дел Эквадора Рикардо Патиньо. 2015 г.

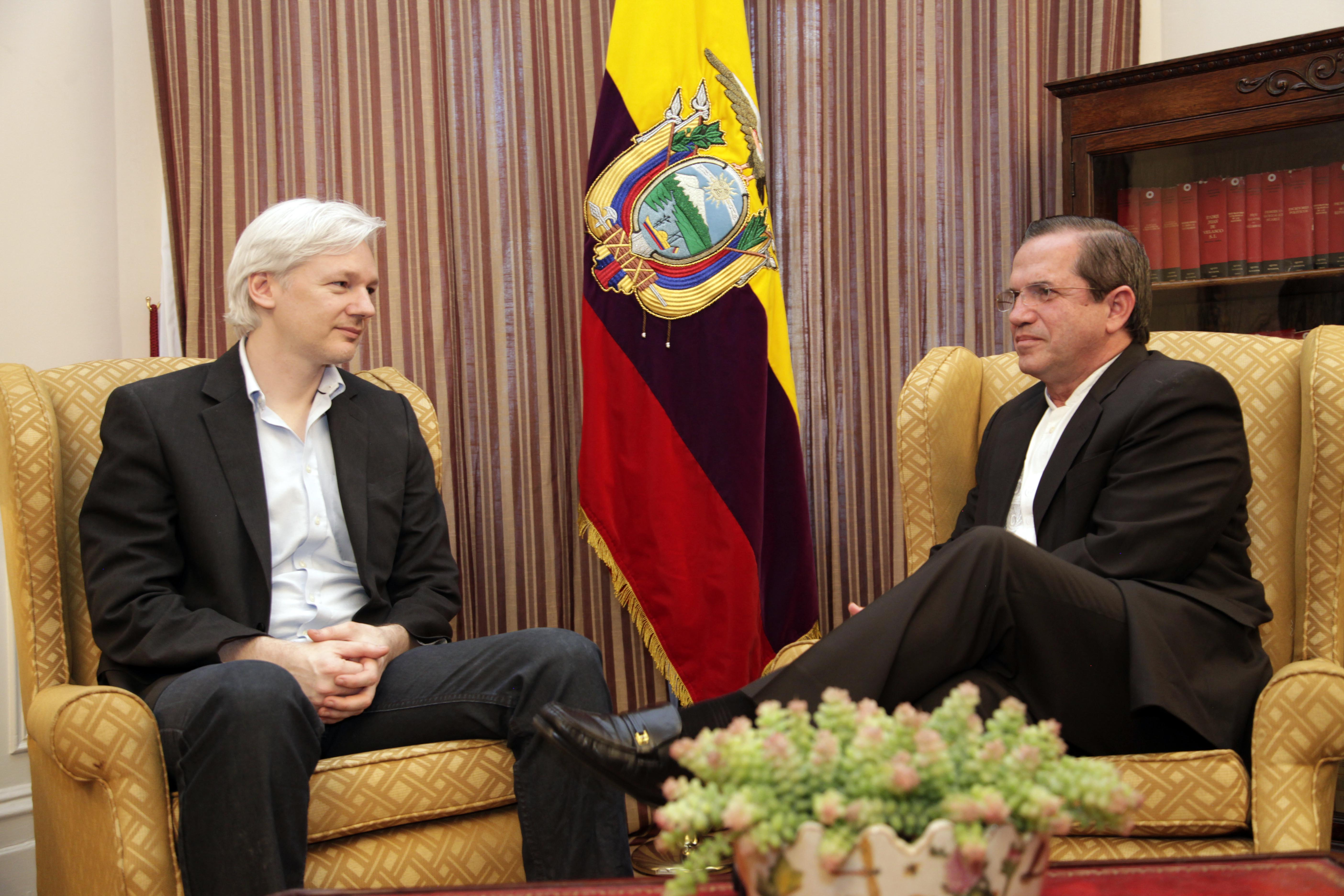
Джулиан Ассанж и Рикардо Патиньо. 2013 г.

Один из основателей в 1999 году политической социалистической партии Альянс ПАИС.
В правительстве президента Рафаэля Корреа с 2007 года занимал пост министра экономики и финансов Эквадора. С января 2010 по март 2016 года работал министром иностранных дел, торговли и интеграции. Укрепил торговые отношения с важными мировыми державами, такими как Китай, подписавшим несколько соглашений с Эквадором, касающихся проектов по производству электроэнергии, горнодобывающей промышленности, безопасности, здравоохранения, инфраструктуры и сотрудничества. Что касается открытия рынков, Патиньо укрепил торговые отношения со странами Азии, Африки и Ближнего Востока. Однако приоритетом в его повестке дня остаются США и Европейский Союз .
Один из идеологов Гражданской революции в Эквадоре, который вместе с Рафаэлем Корреа хотел постепенно ввести демократическое социалистическое правительство в стране.
Предоставил политическое убежище основателю «Wikileaks» Джулиану Ассанжу.
С 3 марта 2016 года — министр обороны страны.
В 2017 году, после распада партии Альянс ПАИС, был лидером фракции, оспаривающей эту позицию с Ленином Морено, вплоть до выхода Корреа из политического движения.
В 2019 году, когда Патиньо заступился за шведского программиста Олу Бини, задержанного эквадорскими властями по обвинению в участии в «заговоре по дестабилизации» ситуации в стране, его самого объявили виновным в международном заговоре и «подстрекательстве», на что экс-министр заявил, что его преследуют за призывы к мирным протестам против Морено.